# (5332) Davidaguilar
(5332) Davidaguilar es un asteroide que forma parte de los asteroides Amor, descubierto el 16 de febrero de 1990 por Atsushi Sugie desde el Observatorio Astronómico Dynic, Taga, Japón.

## Designación y nombre
Designado provisionalmente como 1990 DA. Fue nombrado Davidaguilar en honor a David Aguilar, director de asuntos públicos en el Centro de astrofísica Harvard-Smithsonian, mostró una devoción a la comunicación de la astronomía y la ciencia como profesional de las relaciones públicas, escritor y artista espacial. También es un fotógrafo astronómico y ávido constructor de telescopios.

## Características orbitales
Davidaguilar está situado a una distancia media del Sol de 2,163 ua, pudiendo alejarse hasta 3,150 ua y acercarse hasta 1,175 ua. Su excentricidad es 0,456 y la inclinación orbital 25,47 grados. Emplea 1162,02 días en completar una órbita alrededor del Sol.
Los próximos acercamientos a la órbita terrestre se producirán el 28 de enero de 2060 y el 31 de enero de 2076.

## Características físicas
La magnitud absoluta de Davidaguilar es 14,7. Tiene 3,6 km de diámetro.